# Paracalicha olivacearia
Paracalicha olivacearia är en fjärilsart som beskrevs av John Henry Leech 1897. Paracalicha olivacearia ingår i släktet Paracalicha och familjen mätare. Inga underarter finns listade i Catalogue of Life.